# Lars Rosendahl Christophersen
Lars Rosendahl Christophersen (født 2. juni 1953 i Hjørring) er en dansk kommandør, der siden 1. oktober 2008 har været Dronningens jagtkaptajn og dermed chef for kongeskibet Dannebrog. 
Christophersen blev uddannet premierløjtnant fra Søværnets Officersskole i 1979, blev kaptajnløjtnant i 1984 og orlogskaptajn i 1989. I den forbindelse gennemførte han et stabskursus hos Forsvarsakademiet. I 1996 blev han kommandørkaptajn, hvorefter han 1998-1999 studerede ved det amerikanske søfartsakademi Naval War College på Rhode Island. I 2001 fik han rang af kommandør, og i 2002 blev han flotilleadmiral.
Han blev i 1980 tilnyttet Torpedobådseskadren, hvor han 1982-1987 var chef. Han var 1987-1988 adjudant for forsvarsministeren og tilknyttet Forsvarsakademiet. I 1992 blev han tilknyttet Forsvarskommandoen, indtil han i 1995 blev næstkommanderende for korvetten Niels Juel. 1995-1996 var han chef for korvetten. I 1996 blev han chef for Operationssektionen i Søværnets Operative Kommando, hvorefter han fra 1998 var chef for Planlægningsafdelingen samme sted. Han blev i 1999 leder af Planlægningsstabens policy-sektion under Forsvarskommandoen. I årene 2002-2006 var han leder af Søværnets Taktiske Stab. I sidste halvdel af 2006 var han næstkommanderende for Military Assistance Training Team ved den amerikanskledede koalitions hovedkvarter i den såkaldt grønne zone i Bagdad, Irak. Da han vendte hjem, blev han planlægningschef i Søværnets Operative Kommando. 1. oktober 2008 blev han udnævnt til Dronningens jagtkaptajn og indtrådte dermed i Dronningens hofstab.
I maj 2008 blev Lars Rosendahl Christophersen Kommandør af Dannebrog. Han har tidligere modtaget Hæderstegnet for god tjeneste ved Søetaten samt NATO-medaljen. 15. april 2013 blev han kammerherre.
Han er gift med Pia Kierulff Andersen. Parret er bosiddende i Kongens Lyngby. 